# Manuel Smoris
Manuel Smoris, der auch als Manuel Esmoris geführt wird, (* 11. Juli 1907 in Montevideo; † nach 1924) war ein uruguayischer Boxer.
Smoris trat als Boxer bei den Olympischen Sommerspielen 1924 in den Boxwettbewerben im Federgewicht an. Er unterlag jedoch nach Freilos in Runde 1 bereits bei seinem ersten Wettbewerbseinsatz in seinem Zweitrundenkampf am 16. Juli 1924 nach Punkten gegen den Franzosen Marcel Depont. Damit belegte er den neunten Platz.